# Municipio de Coral
El municipio de Coral (en inglés, Coral Township) es un municipio del condado de McHenry, Illinois, Estados Unidos. Tiene una población estimada, a mediados de 2021, de 3623 habitantes.

## Geografía
Está ubicado en las coordenadas 42°11′43″N 88°32′6″O / 42.19528, -88.53500 (42.195398, -88.534891). Según la Oficina del Censo de los Estados Unidos, tiene una superficie total de 93.3 km², de la cual 93,2 km² corresponden a tierra firme y 0.1 km² son agua.

## Demografía
Según el censo de 2020, en ese momento había 3638 personas residiendo en la zona. La densidad de población era de 39.0 hab./km². El 86.83 % de los habitantes eran blancos, el 0.22 % eran afroamericanos, el 0.33 % eran amerindios, el 1.21 % eran asiáticos, el 3.68 % eran de otras razas y el 7.72 % eran de una mezcla de razas. Del total de la población, el 9.32 % eran hispanos o latinos de cualquier raza.